# Val Hillebrand

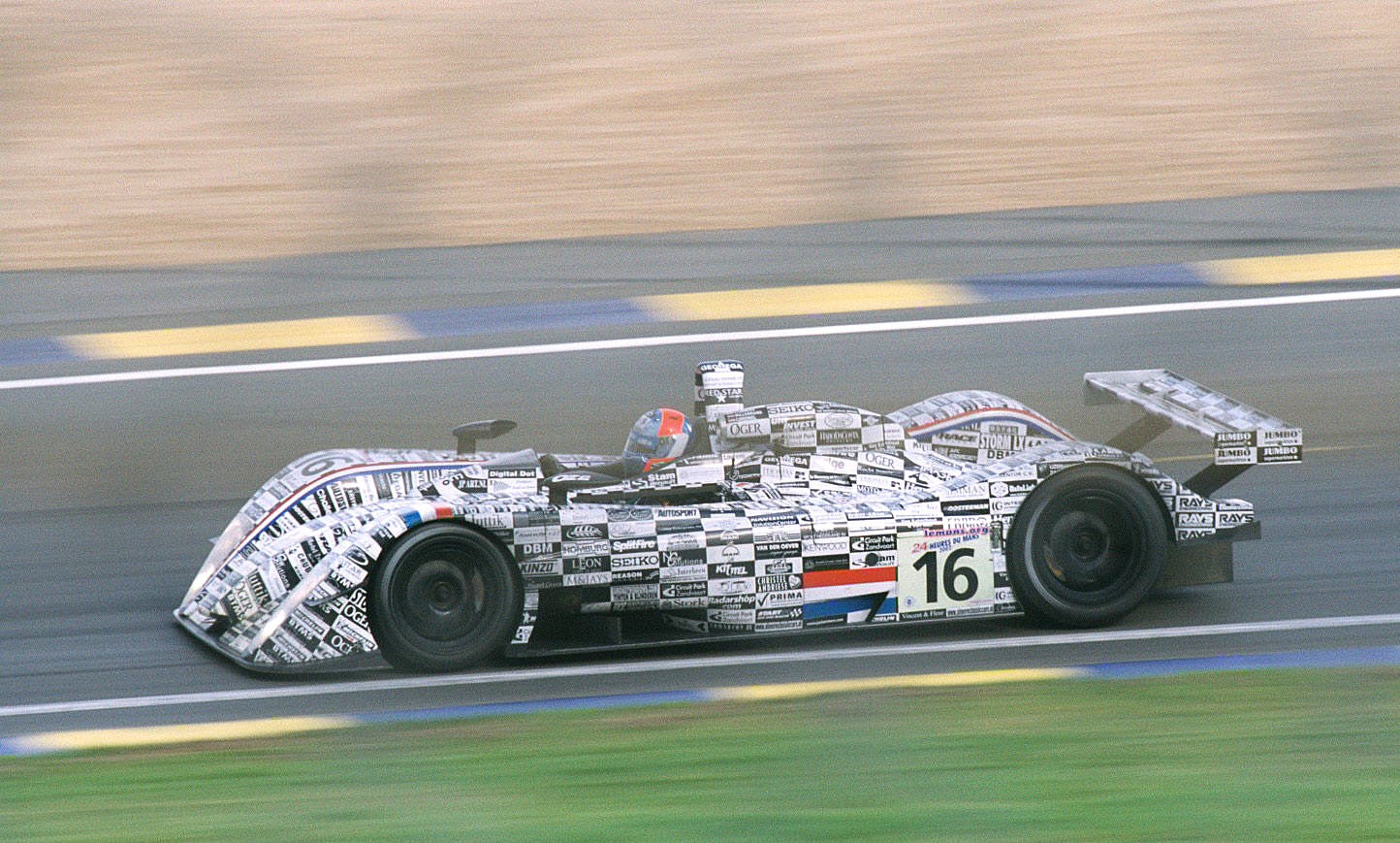
Val Hillebrand am Steuer des Racing-For-Holland-Dome S101 beim 24-Stunden-Rennen von Le Mans 2002

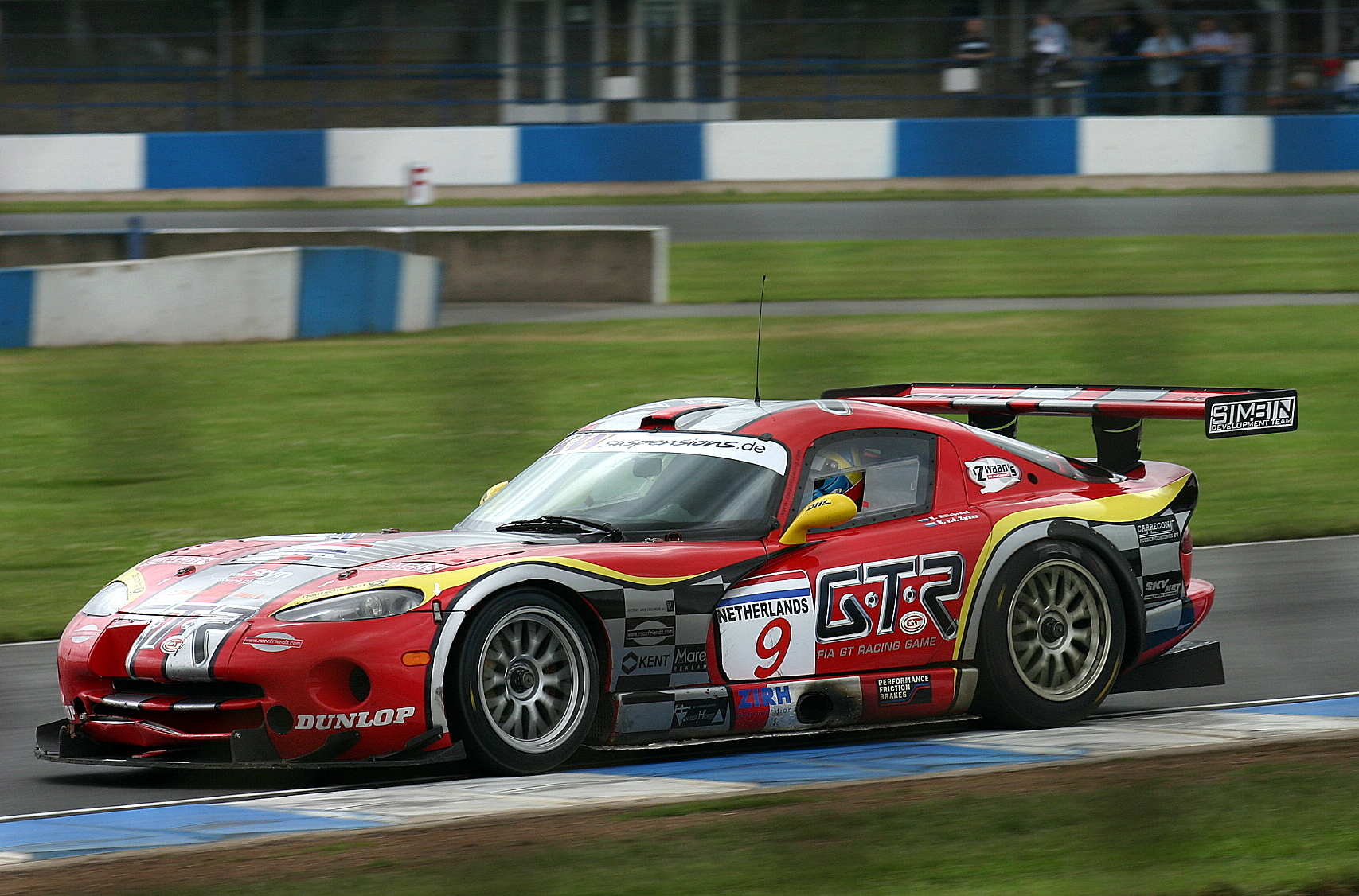
Der von Val Hillebrand gefahrene Chrysler Viper GTS-R beim 3-Stunden-Rennen von Donington 2004

Valéry „Val“ Hillebrand (* 22. Juni 1981 in Wickede) ist ein ehemaliger belgischer Autorennfahrer.

## Karriere als Rennfahrer

### Monoposto
Val Hillebrand begann seine Karriere Ende der 1990er-Jahre in den Monoposto-Nachwuchsformeln Renault und Ford. 1999 wurde er Gesamtdritter der niederländischen Formel-Ford-1800-Meisterschaft. 2000 bestritt er eine komplette Saison in der deutschen Formel-3-Meisterschaft. Er fuhr einen Dallara 399 für JB Motorsport und erreichte bei 16 Einsätzen 15 Punkte, was in der Endwertung der Meisterschaft (Gesamtsieger Giorgio Pantano, vor Alexander Müller, Pierre Kaffer, André Lotterer, Stefan Mücke und Patrick Friesacher).

### Sportwagen
2001 wechselte Val Hillebrand in den Sportwagensport. Er wurde Teammitglied bei Racing for Holland, der Rennmannschaft von Jan Lammers. Der Rennstall meldete einen Dome S101 in der FIA-Sportwagen-Meisterschaft, wo es einige Erfolge gab. Nach dritten Plätzen beim 1000-km-Rennen von Monza, dem 2:30-Stunden-Rennen von Spa-Francorchamps und dem 2:30-Stunden-Rennen von Donington siegten Lammers und Hillebrand beim letzten Wertungslauf der Saison, dem 2:30-Stunden-Rennen auf dem Nürburgring.
2002 gewannen Lammers und Hillebrand mit drei Saisonsiegen die Gesamtwertung der Meisterschaft. Mit 97 Punkten lagen die beiden deutlich vor dem drittplatzierten Courage-C60-Piloten Jean-Christophe Boullion, der mit 77 Zählern 20 Punkte Rückstand hatte. Nachdem er 2003 keine Rennen bestritten hatte, kehrte er 2004 als Fahrer zurück und steuerte eine Chrysler Viper GTS-R in der FIA-GT-Meisterschaft. Dreimal war er beim 24-Stunden-Rennen von Le Mans am Start, war 2006 bei einigen Rennen der Le Mans Series gemeldet und hatte seinen letzten Renneinsatz beim 24-Stunden-Rennen von Zolder 2007, wo er Gesamtsechster wurde.

## Statistik

### Le-Mans-Ergebnisse
| Jahr | Team                         | Fahrzeug    | Teamkollege     | Teamkollege | Platzierung | Ausfallgrund     |
| ---- | ---------------------------- | ----------- | --------------- | ----------- | ----------- | ---------------- |
| 2001 | Racing for Holland           | Dome S101   | Donny Crevels   | Jan Lammers | Ausfall     | Batterie         |
| 2002 | Racing for Holland b.v.      | Dome S101   | Tom Coronel     | Jan Lammers | Rang 8      |                  |
| 2005 | G-Force Racing Bokkenrijders | Courage C65 | Gavin Pickering | Frank Hahn  | Ausfall     | Kraftübertragung |